# Tamás Hajnal
Tamás Hajnal (ur. 15 marca 1981 w Esztergomie) – węgierski piłkarz grający na pozycji ofensywnego pomocnika.

## Kariera klubowa
Hajnal piłkarską karierę rozpoczął w klubie Zoltek SE z miasta Nyergesújfalu leżącego koło rodzinnego Esztergomu. W wieku 9 lat podjął treningi w stołecznym Ferencvárosi TC, a w sezonie 1997/1998 został włączony do kadry pierwszej drużyny i wtedy też zadebiutował w pierwszej lidze węgierskiej. Następnie przeszedł do Vác FC 1899, ale nie mieścił się w składzie tego klubu.
Latem 1999 roku Hajnal wyjechał do niemieckiego FC Schalke 04 z miasta Gelsenkirchen. 26 listopada zadebiutował w Bundeslidze w zremisowanym 1:1 wyjazdowym spotkaniu z SSV Ulm 1846. Rozegrał 8 spotkań, ale przez kolejne cztery sezony nie zrobił wrażenia na kolejnych trenerach zespołu, Huubie Stevensie, Franku Neubarcie, Marcu Wilmotsie oraz Juppie Heynckesie i przez ten okres występował jedynie w rezerwach klubu i w rozgrywkach Pucharu Niemiec.
W 2004 roku Węgier odszedł z Schalke i trafił do belgijskiego pierwszoligowca Sint-Truidense VV. W klubie tym był liderem środkowej linii i przez dwa sezony strzelił 11 bramek. W 2006 roku wrócił do Niemiec i podpisał kontrakt z 1. FC Kaiserslautern. Strzelił 7 bramek, jednak "Czerwone Diabły" nie zdołały awansować do pierwszej ligi. W lipcu 2007 za 450 tysięcy euro przeszedł do Karlsruher SC.
Dobra dyspozycja Hajnala w sezonie 2007/2008 zaowocowała transferem do Borussii Dortmund, której szeregi Węgier zasili w lipcu 2008 roku. Westfalski klub zapłacił za niego 1,25 miliona euro.
| Sezon   | Klub                 | Kraj   | Rozgrywki     | Mecze | Bramki |
| ------- | -------------------- | ------ | ------------- | ----- | ------ |
| 1997/98 | Ferencvárosi TC      | Węgry  | NB 1          | 2     | 0      |
| 1998/99 | Vác FC 1899          | Węgry  | NB 1          | 0     | 0      |
| 1999/00 | FC Schalke 04        | Niemcy | Bundesliga    | 8     | 0      |
| 2000/01 | Schalke 04 amat.     | Niemcy | Regionalliga  | 28    | 9      |
| 2001/02 | Schalke 04 amat.     | Niemcy | Regionalliga  | 29    | 11     |
| 2002/03 | Schalke 04 amat.     | Niemcy | Regionalliga  | 32    | 13     |
| 2003/04 | Schalke 04 amat.     | Niemcy | Regionalliga  | 15    | 8      |
| 2004/05 | Sint-Truidense VV    | Belgia | Eerste Klasse | 30    | 6      |
| 2005/06 | Sint-Truidense VV    | Belgia | Eerste Klasse | 20    | 5      |
| 2006/07 | 1. FC Kaiserslautern | Niemcy | 2. Bundesliga | 32    | 7      |
| 2007/08 | Karlsruher SC        | Niemcy | Bundesliga    | 32    | 8      |
| 2008/09 | Borussia Dortmund    | Niemcy | Bundesliga    | 30    | 5      |
| 2009/10 | Borussia Dortmund    | Niemcy | Bundesliga    | 21    | 0      |
| 2010/11 | Borussia Dortmund    | Niemcy | Bundesliga    | 0     | 0      |
| 2010/11 | VfB Stuttgart        | Niemcy | Bundesliga    | 12    | 3      |
| 2011/12 | VfB Stuttgart        | Niemcy | Bundesliga    | 33    | 1      |
| 2012/13 | VfB Stuttgart        | Niemcy | Bundesliga    | 13    | 0      |
| 2013/14 | FC Ingolstadt 04     | Niemcy | 2. Bundesliga | 9     | 1      |
| 2014/15 | Ferencvárosi TC      | Węgry  | NB 1          | 6     | 2      |

Na podstawie National Football Teams (ang.)

## Kariera reprezentacyjna
W reprezentacji Węgier Hajnal zadebiutował 9 października 2004 roku w przegranym 0:3 meczu z reprezentacją Szwecji, rozegranym w ramach eliminacji do Mistrzostw Świata w Niemczech. 17 października 2007 strzelił pierwszego gola w kadrze skutecznie wykorzystując rzut karny w wygranym 1:0 towarzyskim spotkaniu z Polską.